# 兴隆镇 (泸定县)
兴隆镇，是中华人民共和国四川省甘孜藏族自治州泸定县下辖的一个乡镇级行政单位。

## 行政区划
兴隆镇下辖以下地区：
兴隆街道社区、兴和村、兴隆村、沈村、堡子村、乌支索村、瓦斯村、海子村、大坪村、银厂村、马桑坡村、阳山村、青岗树村、二道坎村、毛家寨村、和平村、蒲麦地村、下马厂村、马厂梁村、庆丰村、化林村、盐水溪村和三条岗村。